# Saint-Denis-sur-Scie
Saint-Denis-sur-Scie – miejscowość i gmina we Francji, w regionie Normandia, w departamencie Sekwana Nadmorska.
Według danych na rok 1990 gminę zamieszkiwało 349 osób, a gęstość zaludnienia wynosiła 40 osób/km² (wśród 1421 gmin Górnej Normandii Saint-Denis-sur-Scie plasuje się na 642. miejscu pod względem liczby ludności, natomiast pod względem powierzchni na miejscu 491.).